# William Waack
William José Waack (São Paulo, 30 de agosto de 1952) é um jornalista, professor, sociólogo, cientista político e ex-handebolista brasileiro.
Waack é formado em jornalismo pela Universidade de São Paulo e em Ciências Políticas e Sociologia e Comunicação na Johannes Gutenberg-Universität Mainz em 1974, na Alemanha. Fez mestrado em Relações Internacionais. Também foi atleta membro da Seleção Brasileira de Handebol Masculino.
William possui quatro livros publicados e já venceu duas vezes o Prêmio Esso de Jornalismo pelos livros-reportagem que escreveu: sobre a Guerra do Golfo, em 1991, e sobre as evidências secretas da participação da ex-União Soviética na Intentona Comunista de 1935, em 1993.
Foi anunciado como um dos âncoras da CNN Brasil no dia 4 de junho de 2019. De 16 de março de 2020 até 2022 apresentou o Jornal da CNN na CNN Brasil, função que deixou em 2022 após o WW — programa apresentado por ele desde 2021 — tornou-se diário.

## Biografia
William trabalhou em algumas das principais redações do Brasil, como o Jornal do Brasil, Jornal da Tarde O Estado de S. Paulo, na revista Veja e na TV Cultura. Foi editor de Economia, Internacional e Política. Atuou como secretário de redação, editor-chefe e repórter, função em que ficou durante mais tempo.
Nos anos 70 o jornalista escrevia para o Jornal do Brasil, na década seguinte passou a ser secretário de redação do Jornal da Tarde e em 1988 assumiu o Jornal da Cultura. Após isto, por 10 anos, William foi correspondente internacional na Alemanha, no Reino Unido, na Rússia e no Oriente Médio. Chegou a cobrir alguns dos principais acontecimentos internacionais das últimas décadas, como a Guerra Fria, a Revolução no Irã, a derrubada do Muro de Berlim, a desintegração da União Soviética e o ocaso do socialismo na Europa. Sempre como enviado especial, William participou da cobertura de oito conflitos e guerras: seis no Oriente Médio e dois nos Bálcãs. Enquanto trabalhava para O Estado de S. Paulo, foi sequestrado com seu companheiro Hélio Campos Melo pela guarda republicana de Saddam Hussein na Guerra do Golfo.
William trabalhou para a Globo entre 1996 e 2017. Em 2005, começou a apresentar o Jornal da Globo ao lado de Christiane Pelajo - a jornalista deixou a bancada em 2015. Nos seus últimos anos na emissora, trabalhou cobrindo crises em países sul-americanos como a Colômbia e a Argentina, e várias séries especiais de reportagens para o Jornal Nacional sobre assuntos como privatizações, pirataria e corrupção policial em São Paulo. Foi enviado aos Estados Unidos para cobrir a eleição que reelegeu Bush filho. Apresentou o Globo News Painel de Nova York. E enquanto cobria a pré-reeleição de George W. Bush, lecionou na New York University.
Comandava também o programa semanal de debates políticos e econômicos Painel, na Globonews. Em 2006, William passou a assinar uma coluna na editoria Mundo do portal de notícias G1. Desde 2009, é professor da Fundação Armando Alvares Penteado. No projeto “Caminhos de Abraão“ da mesma faculdade, Waack levou os alunos para uma excursão denominada “Caminhos de Abraão”. Em novembro de 2012, a Rede Record foi condenada pela Justiça a pagar R$50 mil a William por danos morais, por sugerir que ele fosse espião dos Estados Unidos em matéria do portal R7 baseada em telegramas diplomáticos dos Estados Unidos vazados pelo WikiLeaks, onde William é citado em conversas profissionais com diplomatas americanos. Dentre os livros mais famosos de Waack está Camaradas, que conta a história da Intentona Comunista no Brasil a partir de documentos sigilosos da extinta URSS. Escreveu em 1985 o polêmico As Duas Faces da Glória, onde analisa a Força Expedicionária Brasileira (FEB) vista por alguns de seus aliados e inimigos.

## Declarações racistas e demissão da Rede Globo
Em 9 de novembro de 2017, foi vazado um vídeo captado durante a cobertura das Eleições nos Estados Unidos em 2016. No vídeo, alguém na rua dispara uma buzina e Waack, irritado, exclama: "Tá buzinando por quê? Ô, seu merda do cacete!" e complementa seus protestos com um comentário racista ao colega Paulo Sotero: “Deve ser um, não vou nem falar, eu sei quem é”. E arremata: “É preto, isso é coisa de preto!”. Ao ser confrontado com o ocorrido, Waack afirmou não recordar do que disse e que o áudio apresentado não teria clareza, porém mesmo assim desculpou-se àqueles que se sentiram ultrajados com a situação. No mesmo dia do vazamento destes fatos a Rede Globo o afastou de suas funções de apresentador do Jornal da Globo, até a sua demissão, em 22 de dezembro de 2017. Com a saída de Waack, Renata Lo Prete assumiu seu lugar no Jornal da Globo.
Poucos colegas jornalistas se posicionaram em defesa de Waack. Uma delas foi a jornalista Rachel Sheherazade, que escreveu que o apresentador foi "alvo dos fundamentalistas da moral seletiva" e que teria caído na "na armadilha pérfida dos coleguinhas invejosos, esquerdistas acéfalos e medíocres de todas as nuances". Outro foi o apresentador Augusto Nunes que afirmou que o amigo William Waack teria virado alvo de "seitas especialmente repulsivas e extremistas" por um "punhado de frases sem importância". O também jornalista e amigo Reinaldo Azevedo procurou minimizar o comentário, que seria para ele uma "piada infeliz": "se disse ser aquilo 'coisa de preto', ia no gracejo um dado referencial: um 'outsider', de direita, com rompantes de extrema-direita, acabara de vencer a eleição no confronto com a candidata de Barack Obama". Após sua demissão, o ex-apresentador agradeceu a estes colegas que saíram em sua defesa e afirmou que estaria apenas brincando ao proferir o comentário. Em sua defesa, criticou ainda a sociedade brasileira afirmando que atualmente o país "só tem gente certinha".
Por outro lado, o repúdio em relação ao comentário de William Waack foi significativo, tendo repercutido enormemente nas redes sociais, veículos de comunicação e entidades jornalísticas. Um laudo pericial foi emitido constatando que Waack realmente havia queixado-se de "coisa de preto" naquela oportunidade, afastando a defesa inicial do jornalista que questionava a clareza do áudio. Em fevereiro de 2018 o Ministério Público do Trabalho do Rio de Janeiro (MPT-RJ) organizou a primeira audiência com o objetivo buscar a reparação pelas ofensas proferidas pelo então funcionário da Rede Globo, bem como com o intuito de estabelecer um diálogo entre a emissora e movimentos sociais negros para que fossem definidas ações de reparação de cunho antirracista por parte da TV Globo. Na audiência realizada em 5 de dezembro de 2017, foi sugerido que a emissora apresentasse, como medida reparatória, um projeto de reportagens envolvendo os movimentos sociais e que debatesse o tema racismo.

## Atuação na CNN Brasil
Em julho de 2019, foi anunciado como um dos âncoras da CNN Brasil. Em 16 de março de 2020, começou a apresentar o Jornal da CNN na CNN Brasil. Desde 26 de setembro, também apresenta o seu próprio programa, chamado “WW”. A atração estreia com o propósito de trazer opiniões e olhares diversos sobre a realidade brasileira e mundial.

## Livros
- "As Duas Faces da Glória" (1985) - Ed. Nova Fronteira;
- "Mister You Bagdad - Dois Repórteres na Guerra do Golfo" (1991) - Ed. O Estado de São Paulo;
- "Camaradas: nos arquivos de Moscou, a história secreta da revolução brasileira de 1935" (1993) - Cia. das Letras.

## Trabalhos
| Ano           | Título                   | Função                       | Emissora   |
| ------------- | ------------------------ | ---------------------------- | ---------- |
| 1988–1990     | Jornal da Cultura        | Apresentador                 | TV Cultura |
| 1996–2000     | Telejornais da Globo     | Correspondente internacional | Rede Globo |
| 1998–2000     | Telejornais da GloboNews | Correspondente internacional | GloboNews  |
| 2000–2005     | Jornal da Globo          | Repórter                     | Rede Globo |
| 2005–2017     | Jornal da Globo          | Apresentador                 | Rede Globo |
| 2005–2017     | Jornal Nacional          | Apresentador eventual        | Rede Globo |
| 2005–2017     | GloboNews Painel         | Apresentador                 | GloboNews  |
| 2018–2019     | Painel WW                | Apresentador                 | AllTV      |
| 2020–2022     | Jornal da CNN            | Apresentador                 | CNN Brasil |
| 2021–presente | WW                       | Apresentador                 | CNN Brasil |